# フィブリア
フィブリア（Fibria S.A）は、ブラジルにおけるパルプ・製紙メーカーである。2009年9月1日、ブラジルの製紙業界を牽引していたアラクルーズ・セルロース（en）とVCP（en）
が合併して誕生した。
この合併により、フィブリアは、ブラジル5つの州にある7つの工場で年間600万トン以上の製紙生産能力を保有することとなった。また、フィブリアは本社をサンパウロに構える一方で、北京、en:Csomád（ハンガリー）、香港、マイアミ、ニヨン（スイス）の5箇所に事業所を設け、海外展開も実施している。
2017年以降、トレスラゴアスの主力パルプ工場の能力を向上させ、ユーカリを原料とする短繊維パルプ生産で世界トップメーカーの座を確実なものにする見込み。
フィブリアは、ニューヨーク証券取引所とサンパウロ証券取引所に上場している。